# Gephyrostegidae
Gephyrostegidae es una familia extinta de tetrápodos reptiliomorfos del Carbonífero Superior. Incluye los géneros Gephyrostegus, Bruktererpeton, y Eusauropleura. Gephyrostegus se encontró en la República Checa, Brukterepeton en Alemania, y Eusauropleura en el este de los Estados Unidos.